# Konserwatorium Praskie
Konserwatorium Praskie, Konserwatorium w Pradze (cz. Pražská konzervatoř) – czeska szkoła zlokalizowana w Pradze, oferująca kształcenie w zakresie muzyki i sztuk scenicznych. Została założona w 1808 roku.